# Сомалска мачка
Сомалска мачка је раса домаће мачке слична абисинској мачки, али има полудуго крзно, због чега подсећа на малу лисицу. Глава је клинаста са заобљеном контуром, уши су велике, очи бадемасте и крупне. Ноге су танке и дугачке. Крзно је фине текстуре, длака је сјајна.
Карактеристичне су по својој исхрани. Једу сваку врсту хране за мачке, али воле и поврће. Мазне су, интелигентне и радознале, тешко се навикавају на изложбени кавез.